# 南关镇站
南关镇站是位于贵州省遵义市红花岗区南关镇的一个铁路车站，邮政编码563004。车站建于1965年，有川黔铁路经过该站，2019年11月25日川黔铁路遵义外绕线启用后撤销。撤销前仅办理货运业务，不办理客运业务，车站及其上下行区间均已电气化。车站距离重庆站315公里，隶属成都铁路局，是三等站。本站原名遵义南站，2017年因应渝贵铁路即将通车而更名为南关镇站，位于苟江镇的渝贵铁路苟江站也更名为遵义南站。

## 概要
南关镇站原设有5条股道，川黔铁路电气化后增加至7条。2010年车站停办客运业务。
车站曾办理不怕湿货物发到，主要到发货品为煤、矿石、有色金属及农副类。站内设有面积2.9万平方米的货场，内有3条货物线，其中仓库面积4318平方米，露天货区面积28470平方米，设有通往兴邦粮油物流、兴德商业储运、九五冷专线、遵义市化轻燃建、遵义市供销储运、遵义市农资（集团）日杂有限责任公司、贵州盐业集团遵义有限责任公司及贵州钢绳的专用线。2019年8月30日，车站停办货运业务，10月底站内调车设备及人员转移至阁老坝站。而贵州钢绳则在新线龙坑站建设专用线。